# Proteus (jeu vidéo)
Pour les articles homonymes, voir Proteus.
Proteus est un jeu vidéo d'exploration en monde ouvert développé par Ed Key avec une musique de David Kanaga. Le jeu est sorti le 30 janvier 2013 pour la version PC.
Le jeu est basé sur l'exploration et la découverte d'une île, sans objectif précis. Le joueur explore un environnement musical, où chaque créature et plante a sa propre signature musicale qui l'accompagne. Le monde du jeu est généré de façon procédurale, faisant un monde unique à chaque partie.
Proteus a gagné le prix de la catégorie Best Audio à l'IndieCade 2011 et a été finaliste pour le prix de la catégorie Nuovo Award du Independent Games Festival 2012.
Son côté conceptuel en fait un jeu atypique dont le classement même comme un jeu vidéo est débattu.

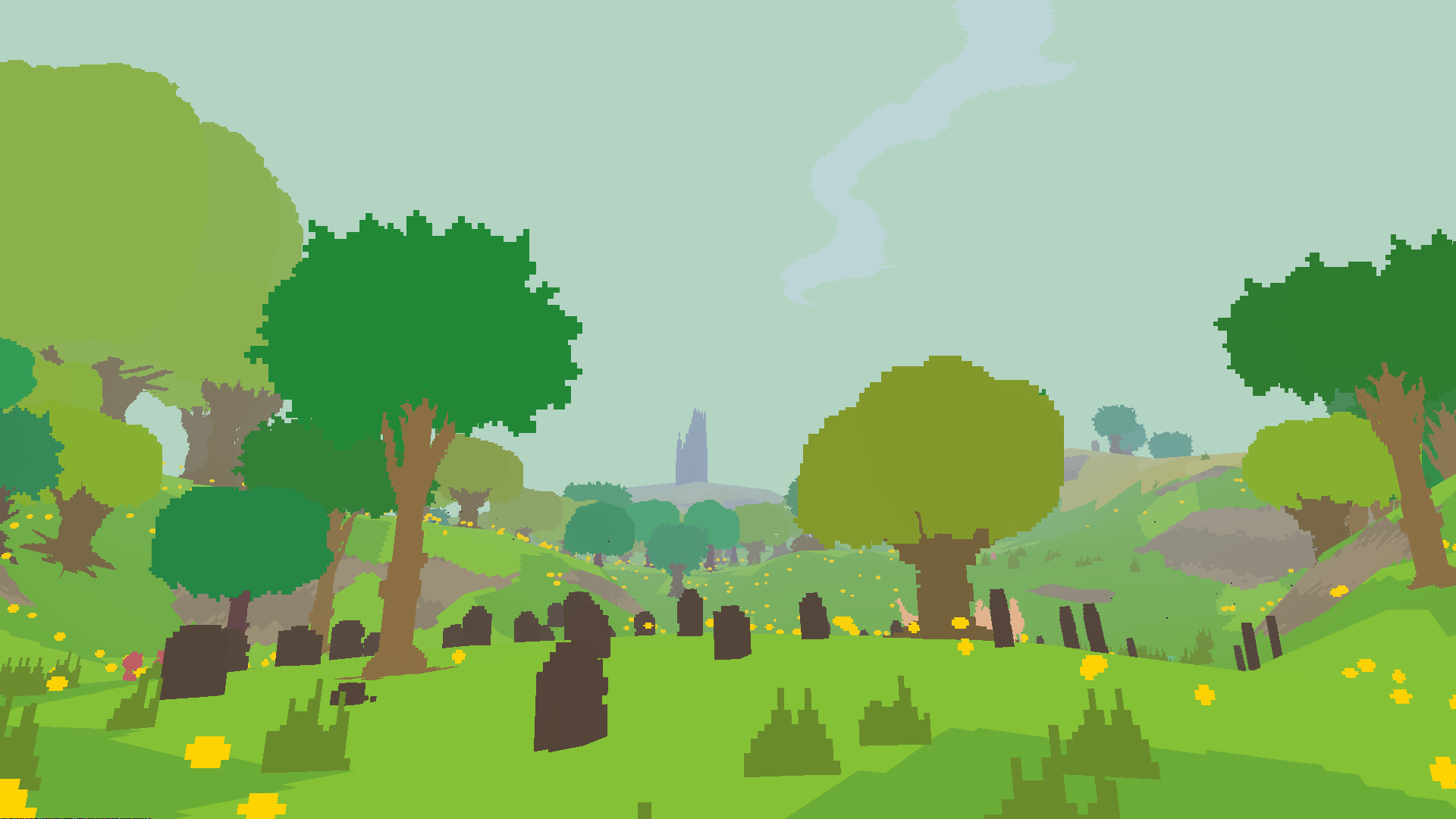
Cimetière dans Proteus.
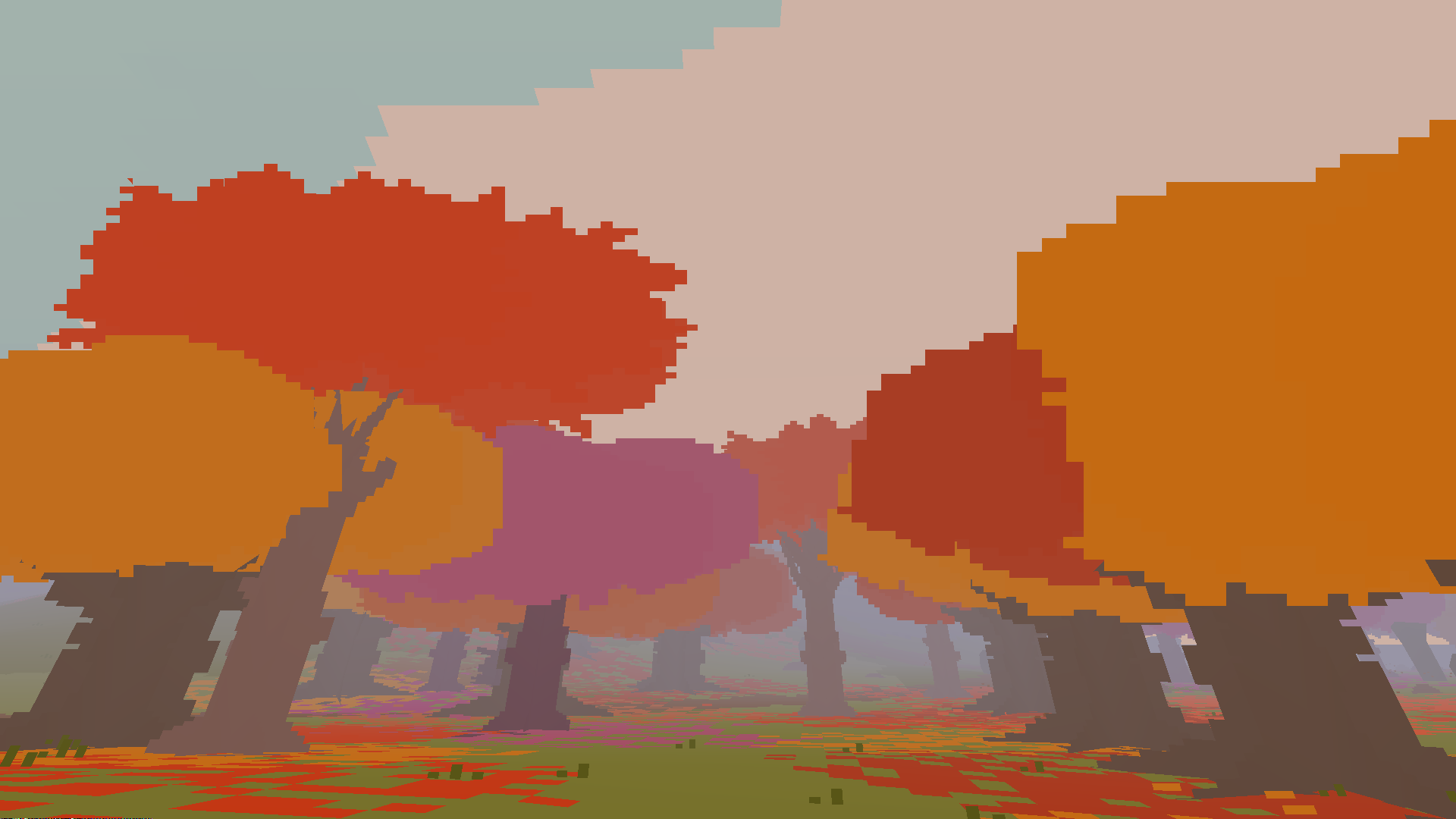
L'automne dans Proteus.
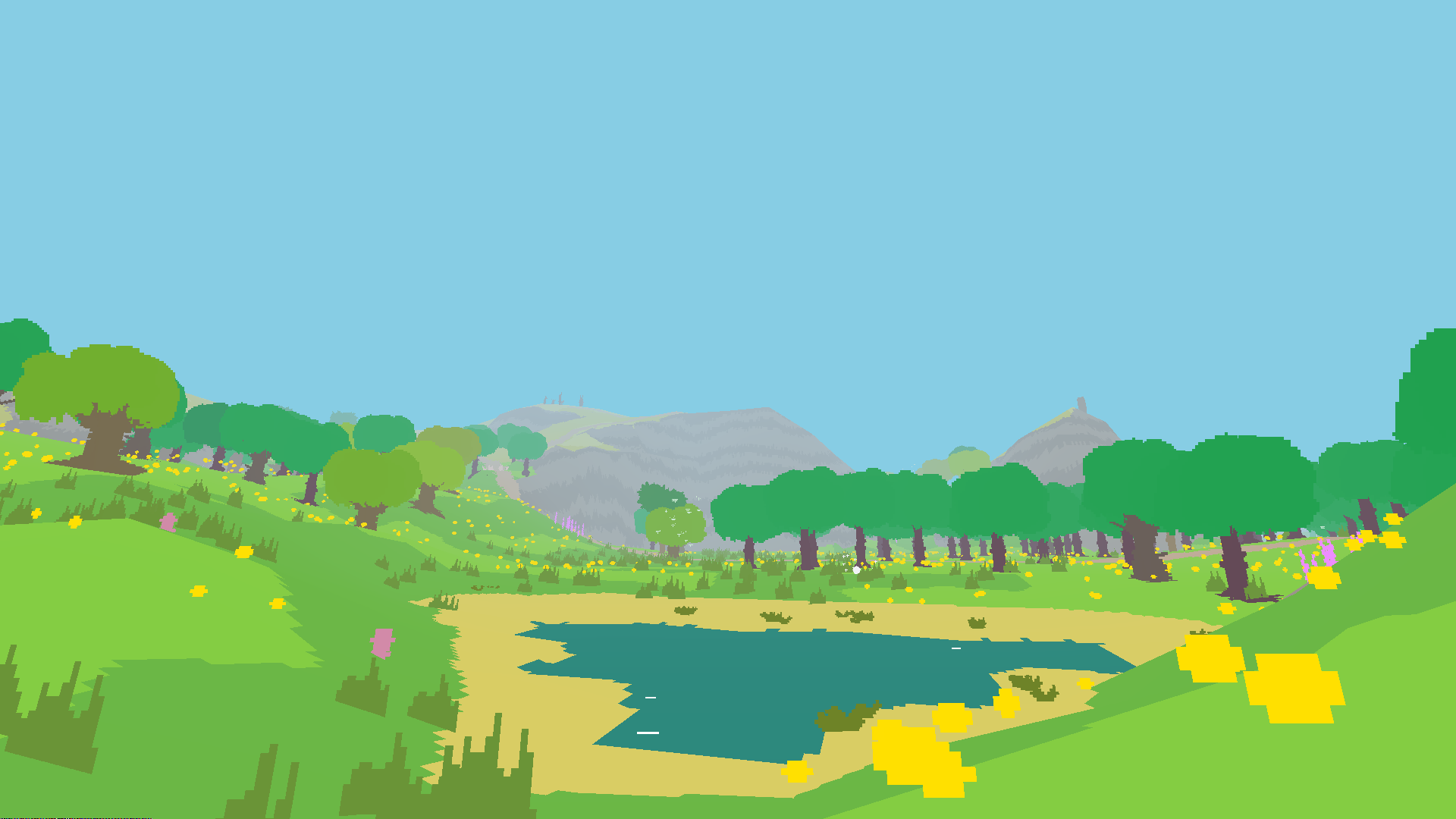
Une mare dans Proteus.